# Marina/Manuela
Marina è un brano musicale del 1959, composto da Rocco Granata.
Fu inciso inizialmente come lato B del 45 giri Manuela.

## Trama della canzone
Nel testo, Marina viene descritta come una ragazza mora ma carina. Il titolo della canzone è nato per caso dalla pubblicità di una marca di sigarette dove era raffigurato il volto di una ragazza, come lo stesso Rocco Granata ha dichiarato in un'intervista rilasciata alla RAI.

## Fama della canzone
La canzone divenne molto popolare anche al di fuori dell'Italia, in particolare tra gli emigrati originari della penisola.
Lo stesso Rocco Granata ha riarrangiato il brano esattamente 30 anni dopo, pubblicandola nell'estate del 1989 sotto il nome Rocco and the Carnations (Rocco e i Garofani, in inglese) e raggiungendo la seconda posizione in classifica. 
Il successo di Rocco Granata, grazie alla sua canzone Marina, è alla base di due film: 
- 1960: commedia musicale Marina di Paul Martin
- 2013: film biografico Marina di Stijn Coninx.

## Classifica
È diventato subito un successo internazionale, ottenne la prima posizione nelle classifiche nelle Fiandre in Belgio per cinque settimane, in Italia per quattro settimane, in Germania per nove settimane, nei Paesi Bassi per 13 settimane, in Norvegia per 15 settimane e raggiunse tutta l'Europa fino agli Stati Uniti. 
Ha venduto oltre un milione di copie nella sola Germania e si è aggiudicato un disco d'oro.

## Cover
Nel giro di pochi anni il brano fu inciso, oltre che dall'autore, il quale ne realizzò la versione di maggior successo (raggiunse la vetta della classifica dei 45 giri più venduti), anche da numerosi altri interpreti, tra i quali Marino Marini, Claudio Villa, Peppino di Capri, Piero Giorgetti, Caterina Valente, Willy Alberti, Siro Marcellini, Renato Carosone, Gino Latilla, Gianni Morandi, Perez Prado, Dean Martin, Louis Armstrong e Dalida.
Altre interpretazioni recenti sono dei Gipsy Kings, Toots Thielemans, André Rieu, del cantante popolare Gigione e del gruppo The Wolly (1989) (People Music, PM 120028).